# بشارت اوستیاگ
بشارت Ustyug (روسی: Устюжское Благовещение) یک شمایل بشارت روسی است که در قرن دوازدهم در نووگورود خلق شده و یکی از معدود شمایلی است که از حمله مغول به روسیه جان سالم به در برد. بشارت اوستیوگ در حال حاضر در گالری ترتیاکوف نگهداری می‌شود. ریشه‌های این شمایل و تاریخ دقیق خلق آن مورد اختلاف است.

## تاریخچه
تاریخچه‌ای از این شمایل شناخته شده است زیرا در چندین منبع مربوط به قرن‌های ۱۶ و ۱۷، از جمله دومین تواریخ نووگورود، توصیف شده است. این تواریخ صحنه انتقال آن توسط ایوان مخوف از کلیسای جامع سنت سوفیا به مسکو را در اواسط قرن ۱۶ به تصویر می‌کشند. تاریخ دقیق انتقال مشخص نیست، زیرا نسخه‌های مختلف ۱۵۴۷، ۱۵۵۴ یا ۱۵۶۱ را ذکر می‌کنند. در ابتدا، این مراسم در کلیسای جامع بشارت در کرملین مسکو برگزار می‌شد، اما در اوایل قرن ۱۷ به کلیسای جامع دورمیشن منتقل شد. در حدود قرن‌های ۱۶ و ۱۷، با طلا، سنگ‌های قیمتی و مروارید تزئین شد. پس از تعطیلی کلیسای جامع دورمیشن در سال ۱۹۱۸، بشارت اوستیوگ به موزه تاریخی دولتی منتقل شد. در سال ۱۹۲۰ دانشمندان شروع به کار بر روی مرمت آن کردند. در سال ۱۹۳۰ موزه آن را به گالری ترتیاکوف تحویل داد، جایی که در سال ۱۹۳۵ مرمت آن سرانجام به پایان رسید. همچنین در قرن‌های ۱۶ و ۱۷ نیز مرمت شد.

### نام

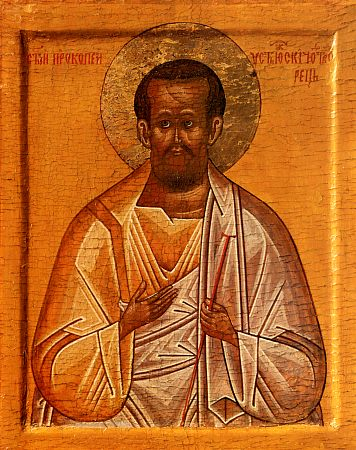
پروکوپیوس اهل اوستیوگ.

بشارت اوستیوگ نام خود را از افسانه‌ای گرفته است که می‌گوید سنت پروکوپیوس اوستیوگ سقوط شهاب‌سنگ را در نزدیکی شهر ولیکی اوستیوگ پیش‌بینی کرده بود. او طوفان، گردباد و آتش‌سوزی‌های بعدی را نیز پیش‌بینی کرده بود. او سعی کرد شهروندان ولیکی اوستیوگ را متقاعد کند که به گناهان خود اعتراف کنند و برای نجات شهر دعا کنند، اما آنها حرف او را باور نکردند و تنها در آخرین لحظه، زمانی که طوفان شروع شده بود، به کلیسا فرار کردند و شروع به دعا کردند. کل داستان در کتاب زندگی پروکوپیوس اوستیوگ (روسی: Житие Прокопия Устюжского آمده است)، نوشته شده در قرن هفدهم. افسانه‌ای که در قرن هجدهم پدیدار شد، می‌گوید که خود پروکوپیوس در مقابل محل بشارت دعا کرد تا از اصابت «تگرگ سنگی» در امان بماند. با این حال، هیچ تأیید تاریخی برای این رویداد یافت نشد. برعکس، طبق تواریخ اوستیوگ، آتش‌سوزی سال ۱۴۹۶ تمام شمایل‌ها و کتاب‌های داخل کلیسا، جایی که بشارت در آن برگزار می‌شد، را نابود کرد؛ بنابراین، حتی قبل از تولد ایوان مخوف، این کلیسا سوزانده شده بود.
با این وجود، بسیاری از چهره‌های مذهبی معتبر، افسانه را حفظ کردند و بشارت را با سنت پروکوپیوس مرتبط ساختند. در سال ۱۷۴۷، نسخه‌ای از بشارت تهیه و با تشریفات به ولیکی اوستیاگ منتقل شد. در ۸ ژوئیه (تقویم جولیان) تعطیلات «نشانه‌ای از شمایل بشارت در شهر اوستیاگ» برقرار شد. در طول حمله فرانسه به روسیه، تزئینات طلایی و سنگ‌های قیمتی به سرقت رفت و شهروندان ولیکی اوستیاگ هشت هزار روبل برای تجدید شمایل اهدا کردند.

### منشأ و قدمت

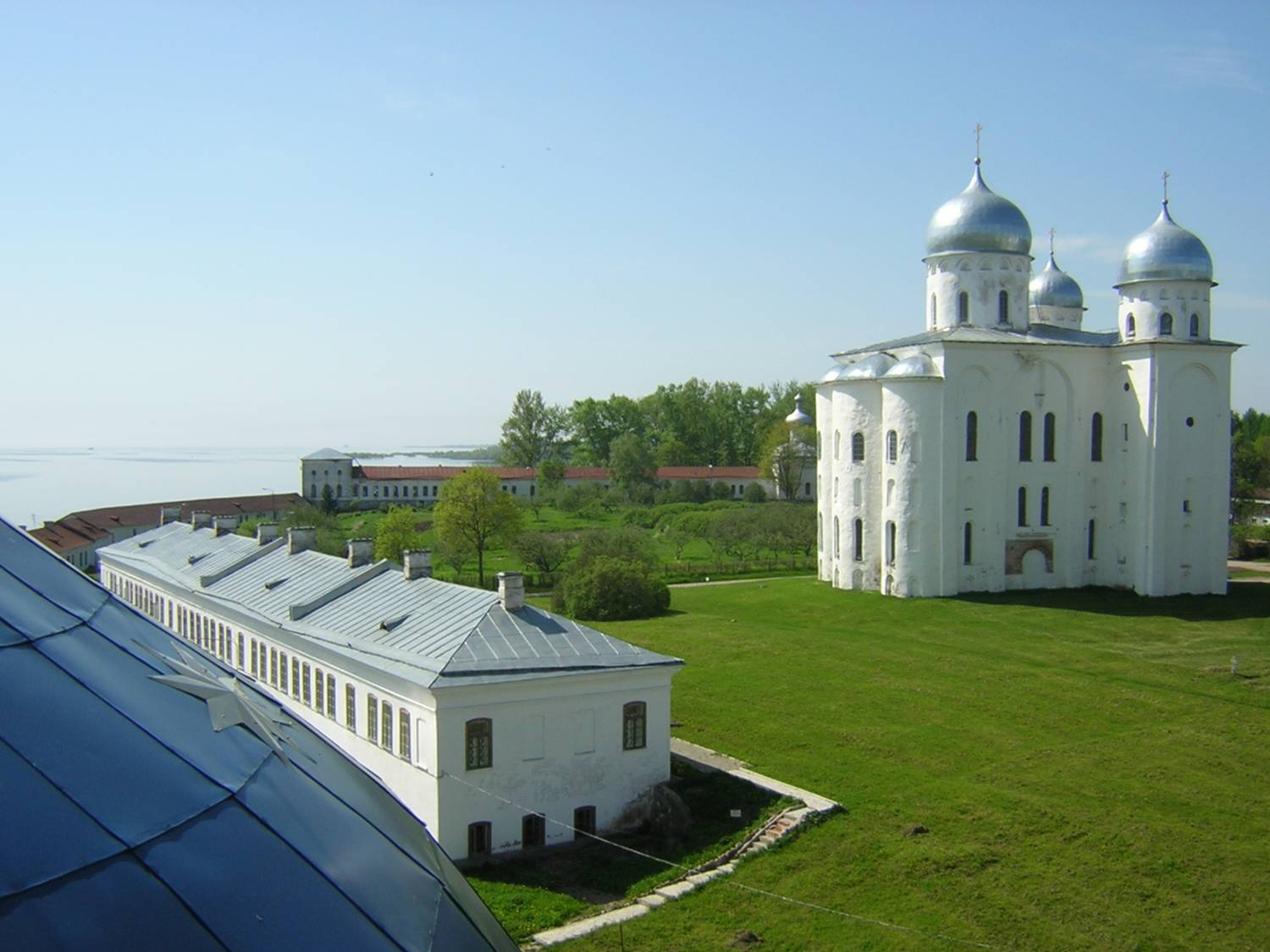
کلیسای جامع سنت جورج (ساخته شده در سال ۱۱۱۹).

منشأ نوگورودی بشارت اوستیاگ برای اولین بار در سال ۱۹۲۸ مورد بحث قرار گرفت، اگرچه هیچ‌کس هیچ مدرکی برای این نظریه ارائه نکرد. در سال ۱۹۳۳ دیمیتری آینالوف تلاش کرد تا بر اساس پیام سال ۱۵۵۴ دیاک ایوان ویسکوواتی، که نماد بشارت را در ارتباط با صومعه یوریف خداوند نووگورود (اسلاوی کلیسایی: "да на оконе Благовещениа Святыя Богородици, вверху написанъ образъ Господа Саваофа… вземъ царь и великий князь в Великом Новеграде в Юрьеве Монастыре, а письмо корсунское, а как принесена из Корсуни, тому лет пятьсот и более"). سرانجام، ویکتور لازارف ، منتقد هنری شوروی، مدرک قاطعی پیدا کرد. او تناسبات شمایل سنت جورج نووگورود (که همزمان خلق شده بود) را با بشارت اوستیوگ مقایسه کرد و به یکسان بودن قطعی آنها پی برد. او همچنین چندین شمایل بشارت یکسان را در هنر نووگورود کشف کرد.
ویکتور لازارف تاریخ خلق این شمایل را بین سال‌های ۱۱۱۹ تا ۱۱۳۰ میلادی ذکر کرده و ساخت آن را با ساخت کلیسای جامع سنت جورج در صومعه یوریف مرتبط دانسته است. مکاریوس اول، با قدمت قرن یازدهم، گمان می‌کند که این شمایل در سالی خلق شده که خود صومعه یوریف ساخته شده است. برخی از دانشمندان تاریخ‌های قدیمی‌تری را ذکر کرده‌اند، اما گالینا کولپاکووا، بشارت را به دوره ۱۱۱۹ تا ۱۱۳۰ نسبت داده است.

## کپی‌ها
چندین نسخه از بشارت اصلی ایجاد شد.

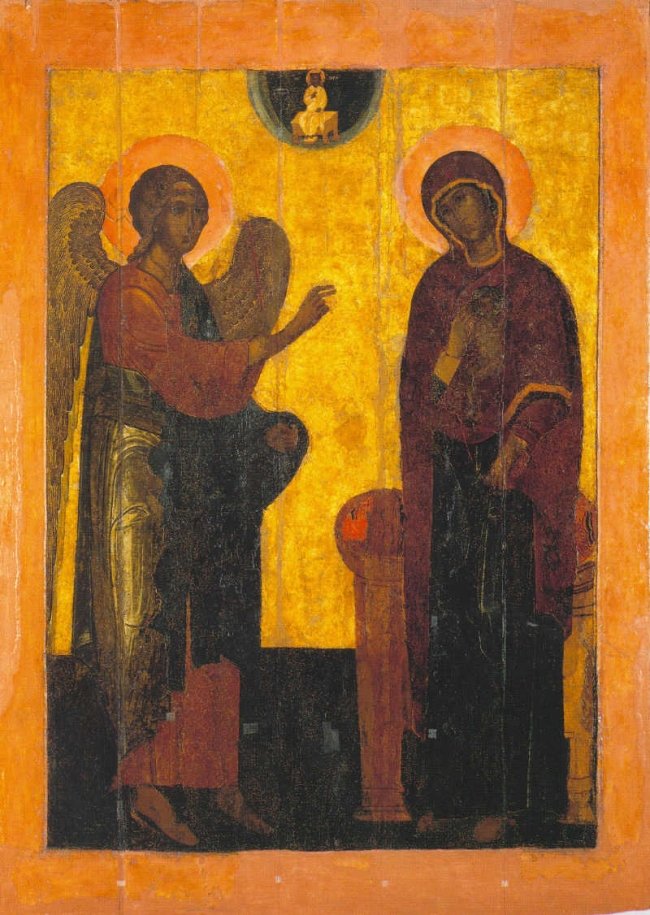
نسخه‌ای از بشارت اوستیوگ در کلیسای جامع فرشته مقرب (قرن شانزدهم).

- برای کلیسای جامع فرشته مقرب، نقاشی شده در قرن شانزدهم. به عنوان نزدیکترین اثر به نسخه اصلی در نظر گرفته می‌شود.[۱۰]
- برای ترویتسه-سرگییوا لاورا، نقاشی شده در قرن شانزدهم.[۱۱]
- برای کلیسای جامع بشارت در کرملین مسکو، نقاشی شده در قرن هفدهم.
- برای صومعه نوودویچی.[۱۲]
- برای صومعه سولووتسکی، نقاشی شده در قرن‌های ۱۶ و ۱۷ میلادی.[۱۳]